# Василенко Роман Леонідович
Рома́н Леоні́дович Васи́ленко (нар. 8 березня 1982 — пом. 9 лютого 2016) — старший солдат Збройних сил України, учасник російсько-української війни.

## Життєпис
Народився 1982 року в місті Полтава, закінчив полтавську загальноосвітню школу. Від 1999 року перебував у лавах УНА—УНСО.
Після початку бойових дій на сході України проходив військову підготовку в таборі УНА—УНСО (село Петрик Літинського району, Вінницька область), потім — в Новоград-Волинському. У серпні 2014-го пішов служити в зону бойових дій добровольцем — разом з 13 полтавськими добровольцями з організації УНА—УНСО. Продовжив військову службу за контрактом, водій-гранатометник; старший солдат розвідувальної роти УНСО 131-го окремого розвідувального батальйону.
10 лютого 2016 року помер у запорізькому шпиталі від гострої пневмонії, на яку захворів у зоні бойових дій під Маріуполем.
12 лютого 2016-го похований на Алеї Героїв Центрального кладовища Полтави.
Без Романа лишилися мама та молодший брат.

## Нагороди та відзнаки
За особисту мужність, сумлінне та бездоганне служіння Українському народові, зразкове виконання військового обов'язку відзначений — нагороджений
- орденом «За мужність» ІІІ ступеня (11.10.2017, посмертно)[1]
- відзнака 131-го ОРБ «Хрест розвідника» (посмертно)
- почесний знак «Маріуполь. Відстояли — Перемогли» (посмертно)
- відзнака Начальника Генерального Штабу Збройних сил України «Учасник АТО» (посмертно)

## Вшанування пам'яті
У квітні 2019 року на фасаді Полтавського професійно-технічного училища № 4 відкрили меморіальну дошку на честь випускника училища Романа Василенка.